# Lucerapex
Lucerapex é um gênero de gastrópodes pertencente a família Turridae.

## Espécies
- Lucerapex adenica Powell, 1964[2]
- Lucerapex carola (Thiele, 1925)[3]
- Lucerapex casearia (Hedley & Petterd, 1906)[4]
- Lucerapex cracens Kantor, Fedosov & Puillandre, 2018
- Lucerapex denticulata (Thiele, 1925)[5]
- Lucerapex indagatoris (Finlay H.J., 1927)[6]
- Lucerapex laevicarinata Kantor, Fedosov & Puillandre, 2018
- †Lucerapex murndaliana (Tenison Woods, 1879)
- †Lucerapex pulcherrimus (Vella, 1954)
- †Lucerapex raulini (Peyrot, 1931)
- Lucerapex schepmani Shuto, 1970[7]

Espécies trazidas para a sinonímia
- Lucerapex angustatus (Powell, 1940):[8] sinônimo de Kuroshioturris angustata (Powell, 1940)
- Lucerapex laevicarinatus Kantor, Fedosov & Puillandre, 2018: sinônimo de Lucerapex laevicarinata Kantor, Fedosov & Puillandre, 2018 (concordância de gênero errada de epíteto específico)